# Скалиа, Антонин Грегори
Антонин Грегори Скалиа (англ. Antonin Gregory Scalia; 11 марта 1936, Трентон, Нью-Джерси — 13 февраля 2016 года, Техас) — американский юрист, бывший членом Верховного Суда Соединённых Штатов Америки.
Занимал должность с 26 сентября 1986 года до самой смерти. Назначен по предложению президента от республиканской партии Р. Рейгана. Католик-традиционалист. Имел репутацию убеждённого консерватора. При нём сменились два председателя (У. Ренквист и Д. Робертс) и пять Президентов (Р. Рейган, Джордж Буш-старший, Билл Клинтон, Джордж Буш-младший и Барак Обама). О Скалиа говорили как об интеллектуальной опоре консервативного крыла Суда.

## Биография
Обучался в муниципальной начальной школе и католической средней школе в Нью-Йорке, куда его семья переехала. Он учился в Джорджтаунском университете в качестве студента и получил свою степень бакалавра права в Гарвардской школе права. Проведя шесть лет в юридической фирме Кливленда, он стал профессором юридического факультета. В начале 1970-х годов он служил в администрациях Никсона и Форда, сначала в незначительных административных ведомствах, а затем в качестве помощника генерального прокурора. Он провёл большую часть картеровских лет преподавая в Чикагском университете, где он стал одним из первых факультетских советников молодого федералистского общества.

## Судебная карьера
Весной 1982 года администрация Рейгана предложила Скалии пожизненное место в Апелляционном суде США Седьмого округа, находящемся в Чикаго и пересматривающем дела из трёх штатов: Иллинойс, Индиана и Висконсин. Однако он взял на себя риск и отказался от этой должности в надежде быть назначенным во влиятельный апелляционный суд округа Колумбия, рассматривающий регулятивные вопросы. В том же году президент Рональд Рейган предложил ему место в Апелляционном суде США округа Колумбия. Он принял номинацию и был утверждён Сенатом США 5 августа 1982 года, приняв присягу 17 августа 1982 года.
В 1986 году он был представлен к назначению президентом Рейганом в Верховный суд США, чтобы занять место судьи, освободившееся после назначения Уильяма Ренквиста главным судьёй. В то время как назначение Ренквиста было спорным, Скалиа ответил на несколько трудных вопросов в юридическом комитете сената, и не встретил оппозиции. Его кандидатура была единогласно утверждена Сенатом, и занял своё место 26 сентября 1986 года.
Независимость и прямота Скалии негативно сказались на усилиях консервативных политиков использовать Верховный суд для продвижения ключевых интересов своей политики и тем самым сменить направление либеральной судебной политики эпохи Уоррена и Бергера. Несмотря на успех президентов Рейгана и Буша в назначении консервативных судей в Верховный суд, новое консервативное большинство не устранило ключевые прецеденты, не угодные консервативной партии. После своего назначения в Верховный суд, он рассматривался консервативными политиками как «спаситель, который приведёт их на обетованную землю ограничительного толкования», однако положения его философии и судебной практики сделали Скалию неподходящим лидером консервативного большинства Верховного суда.
На протяжении четверти века в Верховном суде, являлся защитником текстуализма в уставной интерпретации и оригинализма в области конституционного толкования. Он являлся строгим защитником полномочий исполнительной ветви власти, полагая, что президентская власть должна иметь первостепенное значение во многих областях. Он выступал против программы «позитивных действий» и другой политики, которая рассматривает меньшинства как группы. Он подавал особые мнения в большом количестве дел, и, будучи автором мнения меньшинства, часто строго критиковал большинство Суда в резкой форме. Поддерживал смертную казнь, право на владение оружием и яростно выступал против абортов и прав сексуальных меньшинств.

## Личная жизнь
10 сентября 1960 года Скалиа женился на Морин Маккарти, выпускнице специализирующейся  в области английского языка в колледже Рэдклифф. В браке у них было девять детей — Энн Форрест, Юджин (занимался частной юридической практикой в области трудовых споров и налогов, затем специальный помощник генерального прокурора США, старший юрисконсульт в министерстве труда США, Министр труда США (2019—2021)), Джон Фрэнсис, Кэтрин Элизабет, Мэри Клэр, Пол Дэвид (рукоположён в сан священника в епархии Арлингтона, штат Вирджиния, в церкви Санта-Рита), Мэтью (выпускник Вест-Пойнта, служба вневойсковой подготовки офицеров резерва, в настоящее время работает в качестве инструктора в Университете штата Делавэр), Кристофер Джеймс (в настоящее время в университете Висконсина) и Маргарет Джейн (студентка университета штата Вирджиния).
Антонин Скалиа являлся католиком-традиционалистом и посещал службы Тридентской Мессы.
Умер во сне, неподалёку от города Марфа.